# Bad Homburg Open 2021 - Qualificazioni singolare
Le qualificazioni del singolare del Bad Homburg Open 2021 sono state un torneo di tennis preliminare per accedere alla fase finale della manifestazione. Le vincitrici dell'ultimo turno sono entrate di diritto nel tabellone principale. In caso di ritiro di una o più giocatrici aventi diritto, a queste sono subentrate le Lucky loser, ossia le giocatrici che hanno perso nell'ultimo turno ma che avevano una classifica più alta rispetto alle altre partecipanti che avevano comunque perso nel turno finale.

## Teste di serie
1. Julija Hatouka (qualificata)
2. Riya Bhatia (primo turno, Lucky loser)
3. Katarzyna Piter (qualificata)
4. Anna Zaja (qualificata)

1. Ekaterina Jašina (qualificata)
2. Kimberley Zimmermann (primo turno)
3. Nastasja Schunk (primo turno)
4. Julia Middendorf (primo turno)

### Qualificate
1. Julija Hatouka
2. Ekaterina Jašina

1. Katarzyna Piter
2. Anna Zaja

## Tabellone

### Legenda
| - Q = Qualificato - WC = Wild card - LL = Lucky loser | - ALT = Alternate - SE = Special Exempt - PR = Protected Ranking | - w/o = Walkover - r = Ritirato - d = Squalificato |

### Sezione 1
|  | Primo turno |                      |                      |   |   |  |
|  |             |                      |                      |   |   |  |
|  | 1           | Julija Hatouka       | Julija Hatouka       | 6 | 6 |  |
|  | 6           | Kimberley Zimmermann | Kimberley Zimmermann | 3 | 3 |  |

### Sezione 2
|  | Primo turno |                  |                  |      |   |  |
|  |             |                  |                  |      |   |  |
|  | 2           | Riya Bhatia      | Riya Bhatia      | 6(1) | 0 |  |
|  | 5           | Ekaterina Jašina | Ekaterina Jašina | 7    | 6 |  |

### Sezione 3
|  | Primo turno |                 |   |   |    |  |
|  |             |                 |   |   |    |  |
|  | 3           | Katarzyna Piter | 7 | 2 | 7  |  |
|  | 7/WC        | Nastasja Schunk | 6 | 6 | 65 |  |

### Sezione 4
|  | Primo turno |                  |                  |   |   |  |
|  |             |                  |                  |   |   |  |
|  | 4/PR        | Anna Zaja        | Anna Zaja        | 6 | 7 |  |
|  | 8/WC        | Julia Middendorf | Julia Middendorf | 2 | 5 |  |